# Skånes universitetssjukhus
Skånes universitetssjukhus (Sus) (Skåne universiteitsziekenhuis, Engels: Skåne University Hospital) ontstond in 2010 na een fusie van de universitaire ziekenhuizen van Lund (Universitetssjukhuset i Lund) en Malmö (Universitetssjukhuset Mas i Malmö).
Het ziekenhuis heeft daarom twee locaties: Lund en Malmö.
Dit ziekenhuis is verbonden met de Universiteit van Lund.